# Arteaga (Santa Fé)
Arteaga é uma comuna do departamento Caseros, Província de Santa Fé, Argentina, a 110 km de Rosário e a 276 km de Santa Fé.

## Criação da Comuna
- 6 de junho de 1902.

## Pontos Turísticos
- Campo Iriondo
- Campo La Toscana
- Estancia La Josefina
- Lago di Como

## Economia
Possui uma economia típica da região sul da Província de Santa Fé: agricultura. Tem uma grande quantidade de campos com cultivo de soja.